# Muddanahalli, Holenarsipur
Muddanahalli là một làng thuộc tehsil Holenarsipur, huyện Hassan, bang Karnataka, Ấn Độ.